# Au service de la France
Au service de la France est une série télévisée française de deux saisons créée par Jean-François Halin, Claire Lemaréchal et Jean-André Yerlès, réalisée par Alexandre Courtès (saison 1) et Alexis Charrier (saison 2) et diffusée, pour la première saison du 29 octobre au 12 novembre 2015 sur la chaîne franco-allemande Arte. La deuxième saison est diffusée à partir du 5 juillet 2018 toujours sur Arte.
La série se déroule en 1960. André Merlaux, 23 ans, intègre les services de renseignement français en tant que stagiaire. Beau garçon, bien élevé, malin mais influençable, Merlaux aura beaucoup à apprendre pour servir et défendre les intérêts de la France. Trois fonctionnaires suffisants sont chargés de le former pour effectuer des opérations délicates et parfois saugrenues : Moulinier (responsable de la zone Afrique), Jacquard (Algérie française) et Calot (bloc de l'Est). André découvre les méandres de l'administration et navigue à vue au milieu des incidents diplomatiques à répétition.
La série parodie les films d'espionnage sur les services secrets français du début des années 1960, symbole d'une France coloniale en déclin. Son ton rappelle la saga OSS 117 avec Jean Dujardin, dont Jean-François Halin a aussi écrit les scénarios et qui est également produite par Mandarin.

## Synopsis
Si la série, et surtout la saison 2, est structurée autour des passés entrelacés de Mercaillon et de Merlaux, qui lui donnent son principal arc narratif, d'autres intrigues, souvent d'ordre géopolitique, permettent à la série de se doter d'un véritable ancrage dans l'actualité sociologique et historique de l'époque.

### Mercaillon et Merlaux

#### Première saison
Taquiné par ses collègues à cause de son costume, Merlaux trouve l'adresse d'un tailleur et s'y rend, faisant la connaissance de l'assistante du tailleur, une jeune femme dénommée Sophie, dont il tombe amoureux. Celle-ci lui présente ses parents, mais son père s'avère être Maurice Mercaillon, qui n'est autre que le patron de Merlaux, ce qu'ignorent les proches de Mercaillon. Ce dernier lui enjoint de ne plus voir sa fille, sans en expliquer les raisons. Lorsque Merlaux parle de sa rencontre à son père adoptif, celui-ci l'exhorte à son tour à ne pas la revoir lorsqu'il apprend qu'il s'agit de Sophie Mercaillon.
Se rendant compte que Merlaux brave l'interdiction de voir sa fille, Mercaillon décide de lui tendre un piège en lui confiant une mission délicate. Il espère ainsi prendre des photos compromettantes de Merlaux et le faire chanter. Bravant cette interdiction, Merlaux continue de fréquenter la fille de Mercaillon. Force est de constater que le passé commence à rattraper Mercaillon dans la deuxième moitié de la première saison, puisqu'une photo de lui dans le maquis, avec un jeune homme qui ressemble curieusement à Merlaux, est laissée dans son bureau, réveillant chez le colonel de malheureux souvenirs.
Mercaillon découvre ensuite que Moïse, son adjoint, enquête discrètement sur ses activités douteuses pendant la guerre. Cela le pousse à leur tendre un double piège, faisant croire qu'il y a une taupe dans le Service et les envoyant tous les deux identifier et éliminer la taupe au même endroit, ce qui permettrait de faire tuer l'un d'eux par l'autre. Toutefois, avant qu'il ne puisse les envoyer en Algérie, Mercaillon se retrouve avec un détecteur de mensonges prêté par l'Israël afin d'aider dans l'identification de la taupe. Il essaie d'échapper lui-même à l'interrogatoire avec le détecteur, mais n'y réussit pas. Il se trouve contraint de répondre à des questions presque toutes portées sur ses activités pendant la Guerre, auxquelles il donne des réponses vraisemblablement inexactes, avant de décider de mettre un terme à l'expérience du détecteur.
Au retour de Moïse à Paris, Mercaillon, pensant Merlaux tué lors de la mission-piège, révèle que ce dernier était la taupe, même si Moïse et Clayborn ont du mal à y croire. Moïse se rend ensuite au cimetière où Merlaux doit être enterré, et explique à un Merlaux bien vivant que son père biologique a été dénoncé à la Gestapo pendant la guerre par Mercaillon.

#### Seconde saison
Mercaillon, sachant que Moïse enquête toujours sur lui avec une grande assiduité, tente de le piéger en lui faisant organiser une opération contre l'avis du ministère pour exfiltrer Clayborn de Cuba, puis fait arrêter Moïse, en raison des irrégularités liées à ladite mission. Moïse réussit toutefois à faire passer un message à Merlaux, qu'il loge clandestinement chez lui grâce à l'aide de Marie-Jo. Mercaillon fait cambrioler l'appartement de Moïse pour voler un dossier comportant des informations compromettantes le concernant. Marie-Jo, présente dans l'appartement pendant le cambriolage, réussit à prendre des photos des deux cambrioleurs. Ayant appris que Moïse a été arrêté et que le dossier a été volé, Merlaux se précipite au domicile des Mercaillon où il demande la main de sa fille, à la surprise de Mercaillon qui le pensait mort. Désormais fiancé à Sophie, Merlaux fait pression sur son futur beau-père afin d'obtenir la libération de Moïse, ce que Mercaillon est contraint de faire, non sans inspirer chez chacun des deux hommes une certaine obsession.
Devant l'impératif d'éliminer un Merlaux bien vivant, Mercaillon demande aux deux hommes de main ayant cambriolé le domicile de Moïse d'éliminer Merlaux. Pour ce faire, ils le coincent dans un bar fréquenté par des amis de Sophie, dont Yamine, un jeune indépendantiste algérien qui donne un discours. Voyant deux policiers devant le bar, Merlaux provoque une bagarre qui finit par attirer l'attention des deux agents de police. Il peut ainsi sortir sain et sauf entre les bras de deux agents, mais non sans se fâcher avec Sophie, qui commence peu à peu à fréquenter Yamine.
De son côté, Marie-Jo, non contente de l'explication donnée par Moïse lorsqu'elle lui raconte que deux personnes ont cambriolé sa maison, fait développer les photos du cambriolage qu'elle a prises chez Moïse. Elle relie ainsi les deux cambrioleurs et deux agents radiés du service pour faute, et prévient Moïse aussitôt. Celui-ci fait semblant de les connaître.
Merlaux réveille Mercaillon un matin dans la chambre de ce dernier, le braquant avec un pistolet. Mercaillon lui révèle alors que Merlaux était son fils, ce qui convainc le jeune homme de repartir. Merlaux rend visite ensuite à son père adoptif qui le croyait mort. Le père Jean lui explique que Mercaillon, lui-même et les parents biologiques de Merlaux ont fait partie d'un même maquis, et que le couple Merlaux avait des sympathies communistes. Merlaux commence alors à lire Le Capital et à apprendre la culture soviétique en vue d'intégrer le KGB, dont le recruteur lui fait passer de très nombreuses épreuves. Entretemps, le Général envoie Mercaillon en Algérie pour mener des négociations avec les indépendantistes. Moïse, promu par intérim en l'absence du colonel, en profite pour nommer Marie-Jo en tant qu'agent.
Dès son retour à Paris, Mercaillon reprend sa traque de Merlaux, en même temps que celles de sa femme Irène et de Moïse, avec l'aide de quelques volontaires du SAC. Merlaux, qui arrive au terme du processus de recrutement au KGB, doit subir une dernière épreuve : assassiner un agent du Service. À la surprise de Merlaux, Marie-Jo se présente au rendez-vous fixé à cet effet. Cette dernière a reçu quant à elle l'ordre de tuer Merlaux afin de rassurer la CIA, qui croit que les renseignements français regorgent de communistes. Chacun rentre chez soi en affirmant que l'autre a été tué.
Du côté des sbires engagés par Mercaillon, la surveillance commence à porter ses fruits lorsque l'un des deux localise Moïse dans un bar gay et parvient à obtenir des photos de Moïse en train d'embrasser un autre homme. Il en profite pour faire chanter Moïse, l'obligeant à retrouver Merlaux, que personne ne sait localiser.
Entretemps Moïse, fatigué par l'incompétence de Jacquard et Moulinier, les envoie en module avec Calot à Moscou. Merlaux y part lui aussi, ayant été officiellement recruté par le KGB. Il y reçoit sa carte d'agent du KGB et se précipite aux archives pour trouver des informations sur le réseau de résistants auquel appartenaient ses parents. Mais le responsable du KGB se méfie vite de sa nouvelle recrue, ayant découvert par le biais de sa taupe que Marie-Jo est toujours vivante, et met en place les dispositifs nécessaires pour son exécution. Merlaux parvient à s'échapper, exfiltré par Marie-Jo. Celle-ci ne pourra toutefois pas rentrer avec Merlaux puisque Jacquard, Moulinier et Calot le croisent au hasard et l'interpellent pendant une brève absence de Marie-Jo à l'aéroport de Moscou. Les trois hommes rentrent ensemble en France, avec Anna et Maria, sœurs jumelles de Berlin-Est avec lesquelles Calot est en couple, et un Merlaux menotté. Alors que Moïse s'apprête à dévoiler son homosexualité à ses subalternes, on fait entrer Merlaux et personne ne porte attention à la déclaration de Moïse.
Pendant sa détention, Merlaux échappe de justesse à des tentatives d'assassinat par la vraie taupe soviétique du Service et parvient à s'évader grâce à une porte laissée entrouverte par Mercaillon. Cette évasion constitue en réalité un piège tendu par le colonel qui souhaite le faire tuer discrètement, la loi, et les pratiques bureaucratiques du Service, faisant obstacle à ce que Merlaux soit sommairement exécuté pour sa « trahison » comme il souhaitait le faire. La date du mariage d'André et Sophie s'approchant, ignorant qu'ils ne se fréquentent plus, Mercaillon demande à ses sbires  d'enlever Merlaux en faisant suivre sa fille, non sans les avoir insultés pour leurs échecs. L'un d'eux, par vengeance, s'arrange pour donner à Moïse des photos de Mercaillon en train de danser avec un homme dans le bar que fréquente Moïse, ce qui permet à ce dernier de faire chanter Mercaillon à son tour. Le nouveau petit-ami de Sophie, Yamine, est enlevé à la place de Merlaux et conduit au domicile du colonel.
Merlaux se rend en Algérie à la recherche d'un dénommé Yannick, dont il a découvert la trace dans les archives du KGB. Mais le colonel parvient à retrouver Merlaux grâce à un appel providentiel de Mokhtar, qui a vu Merlaux en Algérie. Il envoie aussitôt Jacquard, Moulinier et Calot afin de le retrouver, en sus des hommes du SAC.
Ayant localisé Yannick dans un monastère éloigné au milieu du désert, Merlaux tente de s'y rendre. Pendant son voyage en train, il subit plusieurs tentatives d’assassinat par les hommes du SAC. Elles sont déjouées grâce à Cotin, envoyée discrètement par Moïse pour veiller sur Merlaux. Le recruteur du KGB, qui recherche aussi Merlaux, le retrouve dans la voiture-bar du train. Se faisant passer pour un marchand de loukoums d'Istambul, il tente de l'empoisonner avec une boisson. En provoquant un renversement des verres, Cotin fait en sorte que le recruteur du KGB lui-même boive le verre empoisonné.
Une fois arrivés, Merlaux et Marie-Jo rencontrent la mère de Merlaux qui explique que « Yannick » fut son pseudonyme dans la résistance. Merlaux lui présente Marie-Jo comme sa fiancée, avant qu'ils ne soient rejoints par Mercaillon qui les menace avec une arme. Mercaillon avoue avoir menti sur ses liens filiaux avec Merlaux afin d'éviter de se faire abattre tandis que la mère de Merlaux le couvre d'insultes. Les agents Moulinier, Calot et Jacquard, accompagnés par Mokhtar, se présentent alors, ce qui oblige le colonel à cacher son arme. Mais Mercaillon leur donne l'ordre d'abattre Merlaux, ce qu'ils refusent de faire puisqu'ils affirment obéir aux ordres précédents du colonel, qui sont de ramener Merlaux vivant afin de toucher une prime. Le colonel propose d'augmenter cette prime, mais Merlaux profite de ce moment d'inattention pour sortir sa propre arme et viser Mercaillon. Le colonel commence alors à insulter et à dénigrer Merlaux en affirmant qu'il n'a ni le courage ni la formation nécessaires pour oser le tuer, entendant par là que les agents Jacquard, Calot et Moulinier sont incompétents. Cela a pour conséquence de rediriger l'attention de ces trois derniers vers le colonel. C'est finalement Moïse qui tue le colonel avec son pistolet. Merlaux reconnaît s'être trompé sur Moïse, l'ayant pris pour un « rond-de-cuir ».

### L'indépendance de l'Algérie
Les deux saisons de la série, qui commence en 1960 et finit en 1962, couvrent une période déterminante de l'histoire de l'Algérie. Elles correspondent à peu près à l'apogée puis la fin de la guerre d'Algérie. Compte tenu de ce contexte politique mouvementé, la série fait la part belle à ce territoire faisant alors partie de la France : après Paris, l'Algérie est l'endroit qui apparaît le plus dans la série avec sept épisodes s'y déroulant au moins pour partie.
L'Algérie est représentée de façon souvent paradoxale au cours de la série. Si les personnages, et surtout Jacquard, y sont souvent très attachés et n'osent l'imaginer comme autre chose qu'un département français (Jacquard va même jusqu'à appeler « une des plus belles provinces de France »), tous ceux du Service la traitent simultanément comme une lointaine contrée exotique, un pays « barbare » en quelque sorte, sur laquelle leur compréhension connaît d'importantes limites. Cela les empêche, par exemple, de se saisir de l'ensemble des enjeux du référendum sur l'autodétermination. C'est a fortiori le cas de Jacquard qui, animé doublement par ses intérêts immobiliers et, dans une moindre mesure, par son affection sincère pour l'Algérie, joue un rôle actif dans les mouvements luttant pour le maintien de l'Algérie française. Jacquard va jusqu'à donner aux opposants à la politique du général de Gaulle des informations confidentielles sur l'avancement des négociations menées par la France avec les mouvements indépendantistes.

## Personnages et distribution
Sauf indication contraire, les informations mentionnées dans cette section peuvent être confirmées par les bases de données cinématographiques IMDb et Allociné,  présentes dans la section « Liens externes ».

### Personnages récurrents

#### Fonctionnaires et contractuels du Service

##### Fonctionnaires catégories A+ et A et assimilés
Liste des corps de la fonction publique française
- Wilfred Benaïche : le colonel Maurice Mercaillon, directeur du service.
- Christophe Kourotchkine : Georges Préjean, dit Moïse, directeur adjoint.
- Antoine Gouy : responsable administratif - comptable puis co-directeur adjoint[Note 1] :
  - Henri Lechiot, comptable du service promu co-directeur adjoint (jusqu'à l'épisode 6 de la saison 1) ;
  - Hervé Gomez, co-directeur adjoint remplaçant Lechiot (de l'épisode 7 de la saison 1 jusqu'à l'épisode 3 de la saison 2) ;
  - Schmid, co-directeur adjoint remplaçant Gomez (à partir de l'épisode 3 de la saison 2).
- Jean-Édouard Bodziak : Jean-René Calot, agent, responsable de zone du bloc de l'Est.
- Karim Barras : Jacky Jacquard, agent, responsable de l'Algérie.
- Bruno Paviot : Roger Moulinier, agent, responsable de l'Afrique.
- Joséphine de La Baume : Gertrud d'Abreville dite Clayborn, agent (jusqu'à l'épisode 1 de la saison 2).
- Hugo Becker : André Merlaux, agent stagiaire puis agent titulaire (saison 1, titularisé à l'épisode 8).
- Marie-Julie Baup : Marie-Jo Cotin, agent (nommée à l'épisode 5 de la saison 2).
- Clovis Fouin : Guy, agent stagiaire remplaçant Merlaux (saison 2).

##### Autres fonctionnaires et contractuels
- Marie-Julie Baup : Marie-Jo Cotin, adjoint administratif puis secrétaire administratif (adjoint de catégorie C jusqu'à puis secrétaire (catégorie B) à partir de l'épisode 5 de la saison 1 jusqu'à sa nomination en tant qu'agent à l'épisode 5 de la saison 2).
- Julie Farenc : Nathalie (ponctuelle pendant la saison 1, récurrente à partir de la saison 2).
- Baptiste Sornin : Planton, le policier de l'accueil du service (jusqu'à l'épisode 2 de la saison 2).
- Xavier Aubert : Gufflet, le responsable des fournitures du service.
- Christophe Lambert : Pochon, le responsable des archives.

#### Personnages récurrents hors du Service

##### Entourage du colonel Mercaillon
- Stéphanie Fatout : Irène Mercaillon, l'épouse du colonel (ponctuelle pendant la saison 1, récurrente à partir de la saison 2).
- Mathilde Warnier : Sophie Mercaillon, la fille du colonel et la petite amie puis fiancée de Merlaux (récurrente jusqu'à l'épisode 2 de la saison 2 puis ponctuelle).
- Victor Autier : Yvon, le fils du colonel.
- Axelle Simon : Marthe, la domestique du colonel.
- Salim Talbi : le nouveau petit-ami de Sophie Mercaillon (saison 2).
- Les sbires du colonel, recrutés pour la plupart parmi le SAC :
  - David Quertigniez ;
  - Julie Maes ;
  - Steve Driesen ;
  - Egon Di Mateo ;
  - Roberto Gangi ;
  - Luigi Di Giovanni.

##### Autres personnages
- Hugo Becker : André Merlaux (saison 2)[Note 2].
- Khalid Maadour : Mokhtar, le collaborateur algérien de Jacquard.
- Philippe Résimont : le père Jean, père adoptif de Merlaux (récurrent puis ponctuel à partir de la saison 2).
- Gérald Papazian : l'agent traitant du KGB (saison 2).

### Invités et personnages ponctuels
- Jochen Hägele (de) : le capitaine Otto Schmidt (saison 1, épisode 2).
- Axelle Laffont : la coiffeuse (saison 1, épisode 9).
- Boris Terral : M. Blumstein, l'agent du Mossad (saison 1, épisode 10).
- Lolly Wish : la stripteaseuse (saison 2, épisode 3).
- Georges Siatidis : l'informateur de Moïse au cinéma (saison 2, épisode 8).
- Ben Hamidou : M. Benichou, l'assureur immobilier de Jacquard (saison 2).
- Cécile Leburton : Édith Merlaux, la mère d'André (saison 2, épisode 12).

### Présentation détaillée des personnages principaux
Colonel Maurice Mercaillon

Directeur du Service ayant une certaine ressemblance avec le Général et père de Sophie Mercaillon, la fiancée de Merlaux, le colonel Mercaillon apparaît au début de la série comme un simple haut fonctionnaire sans histoire particulière.
Toutefois, un passé douteux se révèle peu à peu, notamment lors du prêt du détecteur de mensonge, détecteur qu'il fera par ailleurs saboter, où ses réponses sont relevées comme étant des mensonges. Plus tard, son ostensible engagement dans la Résistance est remis en doute, notamment lorsqu'il confond Radio-Paris avec Radio-Londres ou lorsque la jaquette de l'ouvrage qu'il lit se détache, révélant qu'il ne lisait pas une biographie de De Gaulle mais un hommage à Pétain.
Sa vie privée s'avère marquée par des liens affectifs forts. Malgré les profonds désaccords qui l'opposent à sa fille et, plus tard, à sa femme Irène, il est profondément meurtri lorsque sa femme le quitte et souffre même d'une crise dépressive.
André Merlaux

Présenté comme le personnage principal de la première série, Merlaux entre au Service en tant que stagiaire au début de la série, initialement peu accoutumé à son rythme de travail, marqué par la bureaucratie - les tampons, primes, notes de frais et autres règlements - et les pots.
Avec une formation rigoureuse, Merlaux se révèle peu à peu comme un bon élément, studieux et sérieux, contrairement à ses formateurs, étudiant ses dossiers avec assiduité, avec toutefois une prédisposition à l'action et à l'impulsivité. Son agression mortelle de deux personnes fichées comme terroristes alors qu'ils discutaient tranquillement avec Jacquard en est un exemple particulièrement démonstratif.
Il fut élevé par son père adoptif, un prêtre, le père Jean, avec lequel il entretient de bons rapports filiaux, à la suite de la mort de ses parents pendant la guerre, alors qu'il était enfant.
Georges Préjean dit Moïse

Directeur-adjoint du Service, les fonctions de Moïse l'amènent à diriger le Service au jour le jour, faisant office de lien entre le Service et la hiérarchie. On apprend plus tard l'inclination homosexuelle de Préjean, ce qui lui vaud d'ailleurs d'être victime de chantage.
Initialement présenté comme un dirigeant expérimenté et flegmatique, au risque de se faire passer pour un haut fonctionnaire quelque peu « rond-de-cuir », l'évolution de son enquête au sujet de son supérieur Mercaillon permet tout de même de déceler en Préjean une certaine débrouillardise accompagnée d'une bonne perspicacité. Couplée à une bonne connaissance de ses hommes, ces qualités lui permettent d'identifier les agents auxquels il convient de confier les responsabilités et les missions les plus sensibles, souvent des profils atypiques et sous-estimés, voire méprisés par les autres membres du Service.
Marie-Jo Cotin

Fonctionnaire depuis quelque temps déjà lors de l'arrivée de Merlaux, visiblement d'aucuns estiment que Marie-Jo fait partie du décor du Service, se faisant passer pour sa « nunuche » bienveillante. Connaissant finement les us et les coutumes, souvent assez particuliers, du Service, elle constitue un des rouages essentiels de sa bureaucratie rocambolesque. Pour elle, le Service constitue d'ailleurs toute sa vie ou presque, le voyant comme une sorte de deuxième famille.
Elle sait toutefois faire preuve d'une certaine intelligence, surtout pendant la seconde saison, se faisant remarquer par Moïse pour sa ressource et ses talents d'espionne. C'est elle qui informe Moïse de la présence d'une bombe nucléaire, pour Gerboise verte, à Alger, alors en plein Putsch. Elle finit par briller dans ses nouvelles fonctions d'agent à part entière. Elle s'impose vite comme la meilleure des agents du service et réussit des missions délicates, dans le sillon de Clayborn, sa devancière en quelque sorte, même si certains de ses collègues continuent de ne la considérer que comme une simple secrétaire.
Jacky Jacquard

Jacquard est le spécialiste de l'Algérie du Service, partageant avec ses homologues Calot et, surtout, Moulinier de semblables passions et regards sur le monde - dont le rugby et le chauvinisme.
Pourtant, ses intérêts algériens ne sont pas uniquement ceux du gouvernement français. Ils viennent même s'y opposer, lorsque la valeur de ses biens immobiliers à Alger chutent en raison du contexte politique. Jacquard va même jusqu'à apporter sa petite pierre à la création de l'OAS, tout en exhortant des généraux français, locataires d'un de ses appartements, à réagir face au ton qu'il juge trop conciliateur du négociateur français, Mercaillon, dans les pourparlers organisés avec des représentants du mouvement indépendantiste.
Soucieux de préserver ses biens immobiliers, Jacquard va jusqu'à saboter ses propres appartements afin de pouvoir toucher des primes d'assurance liées aux dommages de guerre. Il n'hésite pas non plus à aider deux de ses locataires, qui sont pourtant fichés comme terroristes indépendantistes, ce qu'il ignore alors même qu'il s'agit de ses propres fiches, en transportant pour eux un coli suspect, sans poser davantage de questions.
Gertrud Clayborn

La seule femme parmi les agents de la première saison, sa présence au bureau semble pour le moins aléatoire, ayant l'habitude des passages en coups de vent, principalement pour accomplir les nombreuses démarches administratives, dont la remise de notes de frais.
Cet absentéisme ne porte pas pour autant préjudice à l'efficacité de son travail. Ses états de service portent à croire qu'elle est la seule des agents qui réussit les missions qui lui sont confiées. Reconnaissant ces qualités, Moïse souhaite lui confier de nouvelles responsabilités d'encadrement en faisant d'elle son adjointe, mais Mercaillon refuse, ne pouvant croire qu'une femme est capable d'exercer de telles fonctions.
Le départ de Clayborn du service est précipité par sa grossesse, qui la conduit à démissionner afin d'élever son enfant, dont le père est un révolutionnaire cubain.

## Fiche technique
Sauf indication contraire, les informations mentionnées dans cette section peuvent être confirmées par les bases de données cinématographiques IMDb et Allociné,  présentes dans la section « Liens externes ».
- Titre original français : Au service de la France
- Titre allemand : Frankreich gegen den Rest der Welt (en français : « La France contre le reste du monde »)
- Création : Jean-François Halin
- Réalisation : Alexandre Courtès (saison 1), Alexis Charrier (saison 2)
- Scénario : Jean-François Halin, Claire Lemaréchal et Jean-André Yerlès
- Musique : Nicolas Godin
- Décors : Eddy Penot (saison 1), Hubert Pouille (saison 2)
- Costumes : Élise Bouquet et Reem Kuzayli
- Photographie : Pascal Rabaud
- Montage : Bruno Tracq, Nicolas Larrouquere et Delphine Genest
- Production : Gilles de Verdière
- Sociétés de production : Mandarin Télévision et Arte France, avec la participation de TV5 Monde
- Sociétés de distribution : Arte (France), About Premium Content (international)
- Pays de production :  France
- Langue originale : français (langue principale) et ponctuellement d'autres langues (anglais, arabe, allemand...)
- Format : couleur - 16/9
- Genre : comédie, espionnage
- Durée : 312 minutes (12 x 26 minutes)

## Production

### Développement
La série est créée par Jean-François Halin, scénariste des films OSS 117 : Le Caire, nid d'espions et OSS 117 : Rio ne répond plus avec Jean Dujardin. Il est aidé sur les scénarios par Claire Lemaréchal et Jean-André Yerlès, scénaristes de la série Fais pas ci, fais pas ça. La série est d'abord destinée à Canal+ mais, faute d'entente, elle se voit récupérée par Arte.
Le tournage de la série a lieu d'octobre 2014 à février 2015 en Île-de-France et au Maroc.
Le 24 juin 2016, la préparation d'une seconde saison est confirmée par Olivier Wotling, directeur des programmes de fiction chez Arte. Douze nouveaux épisodes sont ainsi déjà scénarisés, prêts à être tournés.
Le 8 mai 2018, Arte annonce la diffusion de la seconde saison à partir du 5 juillet après une rediffusion de la première saison entre le 26 et le 28 juin.
En mars 2019, Hugo Becker confirme des rumeurs qui courent depuis la fin de la saison 2 qu'il n'y aura pas de troisième saison,.

## Épisodes

### Saison 1 (2015)
1. Le Tsèt
2. Il y a allemand et allemand
3. Un peu de soleil
4. L'Algérie, c'est la France
5. Le Prunier
6. Une femme moderne
7. VG 42
8. Mission Monôme
9. Plume invisible
10. Le Code Taupe
11. Le Plan quinquennal
12. Au service de ma France

### Saison 2 (2018)
1. Tétanos et Fièvre Jaune ou Opérations exotiques[14]
2. Autodéterminés
3. Quand l'eau est à 12°, on doit s'attendre à ce qu'elle soit froide
4. Le singe est dans la fusée
5. Le Pouche
6. Elle est pas verte, Gerboise Verte
7. Quel rapport avec l'Afrique ?
8. John, Jacky, Yvonne et le Général
9. Tovaritch Merlaux
10. C'est beau la Pologne
11. Non mort de la taupe morte
12. Code étendu en Algérie

## Accueil

### Audiences
Sur Arte, les quatre premiers épisodes attirent 1,18 million de téléspectateurs, soit 4,4 % du public, se plaçant en sixième position des programmes de la soirée. L'audience des quatre épisodes suivants chute à 619 000 téléspectateurs, soit 2,4 % du public, ne se plaçant plus qu'à la onzième position des programmes de la soirée. Les quatre derniers épisodes sont stables avec 660 000 téléspectateurs, soit 2,6 % du public, se plaçant en neuvième position des programmes de la soirée.

### Accueil critique
Pour TV Magazine, la série est « soignée, chic et réaliste » avec des intrigues qui abordent des faits historiques cruciaux. Les personnages sont « colorés, aux caractères bien dessinés », et les dialogues sont « tellement politiquement incorrects qu'ils en deviennent jubilatoires ».
Pour Télérama, la série fait preuve d'une « ironie historique jouissive » jouant avec les enjeux géopolitiques de l'époque. Les personnages, « d'une absence totale de discernement et d'une arrogance à toute épreuve », sont attachants en raison de leur sincérité. La réalisation « joue la carte de l'élégance »,.
Pour Le Monde, la série est une parodie d'espionnage à la ressemblance avec OSS 117 assumée. Les scénaristes « jouent avec une réelle habileté sur la nostalgie que continue d'inspirer cette époque » et n'hésitent pas à « se moquer du pouvoir, ringardiser l'autorité et à rendre l'administration responsable de notre inertie nationale ». La force de la série est son « attention aux détails ». Selon le quotidien, elle est à la fois déconcertante et provocante.

### Distinctions
Sauf indication contraire, les informations mentionnées dans cette section peuvent être confirmées par les bases de données cinématographiques IMDb et Allociné,  présentes dans la section « Liens externes ».
- Festival de la fiction TV de La Rochelle 2015 : meilleure contribution artistique[21].
- Paris Images Digital Summit 2016 : meilleur superviseur VFX dans la catégorie « fiction TV » pour Jean-François Fontaine de la société Machine Molle[22].
- Prix de l'ACS 2019 :
  - Meilleur scénario pour Jean-François Halin, Claire Lemaréchal et Jean-André Yerlès pour la deuxième saison[23] ;
  - Meilleur générique de début.

## Clins d'œil et anecdotes
Karim Barras, Bruno Paviot et Jean-Édouard Bodziak reprennent brièvement leurs rôles respectifs de Jacky Jacquard, Roger Moulinier et Jean-René Calot dans le film OSS 117 : Alerte rouge en Afrique noire (2021) de Nicolas Bedos, du même scénariste.
Dans l’épisode 2 de la saison 1, Moïse et le capitaine allemand Otto Schmidt assistent, impuissants et côte à côte, au départ de l’ancien nazi, le colonel von Potten, qui embarque pour l’Amérique du Sud. Les deux hommes gardent les mains dans les poches, jusqu’à ce qu’ils les en sortent simultanément, leurs mains se frôlant brièvement. Gênés, ils les replongent aussitôt dans leurs poches. Cette scène constitue un clin d'œil symbolique à la célèbre poignée de main entre François Mitterrand et Helmut Kohl en 1984, moment emblématique de la réconciliation franco-allemande.
À l'épisode 5 de la saison 1, l'organigramme du service laisse entendre que Calot serait le principal maître de stage de Merlaux.
À l'épisode 8 de la saison 1, le colonel Mercaillon prend un livre de chevet avec une couverture bleue, titrant Les mémoires de guerre du Général de Gaulle. Quelques instants après, la couverture bleue s'abaisse pour laisser apparaître la vraie couverture, titrée La vie exemplaire de Philippe Pétain.
À l'épisode 9 de la saison 1, après son arrestation par le Service, un indépendantiste algérien participe malgré lui à un détournement d'avion, orchestré par les agents du Service afin qu'ils puissent assister à un match de rugby avant de rentrer en France avec leur détenu. Une fois en prison, le détenu explique à ses codétenus le concept du détournement d'avion.
À l'épisode 8 de la saison 2, irrités par l'accueil qui leur est réservé par les membres du Service, dont le colonel Mercaillon, les agents de la CIA venus pour planifier la visite du président Kennedy à Paris repartent en colère. Pour assurer eux-mêmes la sécurité du Président, ils affirment qu'il serait davantage en sécurité dans une décapotable américaine, conduite par un « patriote américain » et entourée de « patriotes américains ». C'est précisément lors d'un tel déplacement que Kennedy fut assassiné.
À l'épisode 12 de la saison 2, les vues extérieures du train algérien que prennent Merlaux, Cotin, Jacquard, Calot et Moulinier ressemblent à une rame tractée par une BB Jacquemin - machines qui n'ont d'ailleurs jamais circulé sur le réseau ferré algérien. Or ces machines sont électriques tandis que la fumée et le son générés par la locomotive ressemblent à ceux d'une locomotive à vapeur.
Des nationalistes québécois se rendent au Service pour demander de l'aide. Malheureusement, leur joual est difficilement compréhensible par leurs interlocuteurs français ou même algériens. Mais ils s'inspirent du FLN pour nommer leur mouvement, le FLQ. Vers la fin de la série, on voit les mêmes nationalistes alliés au FLN, et Calot leur promet que de Gaulle les soutiendra et viendra leur dire : « Vive le Québec libre ! »